# Quá trình trầm tích gió

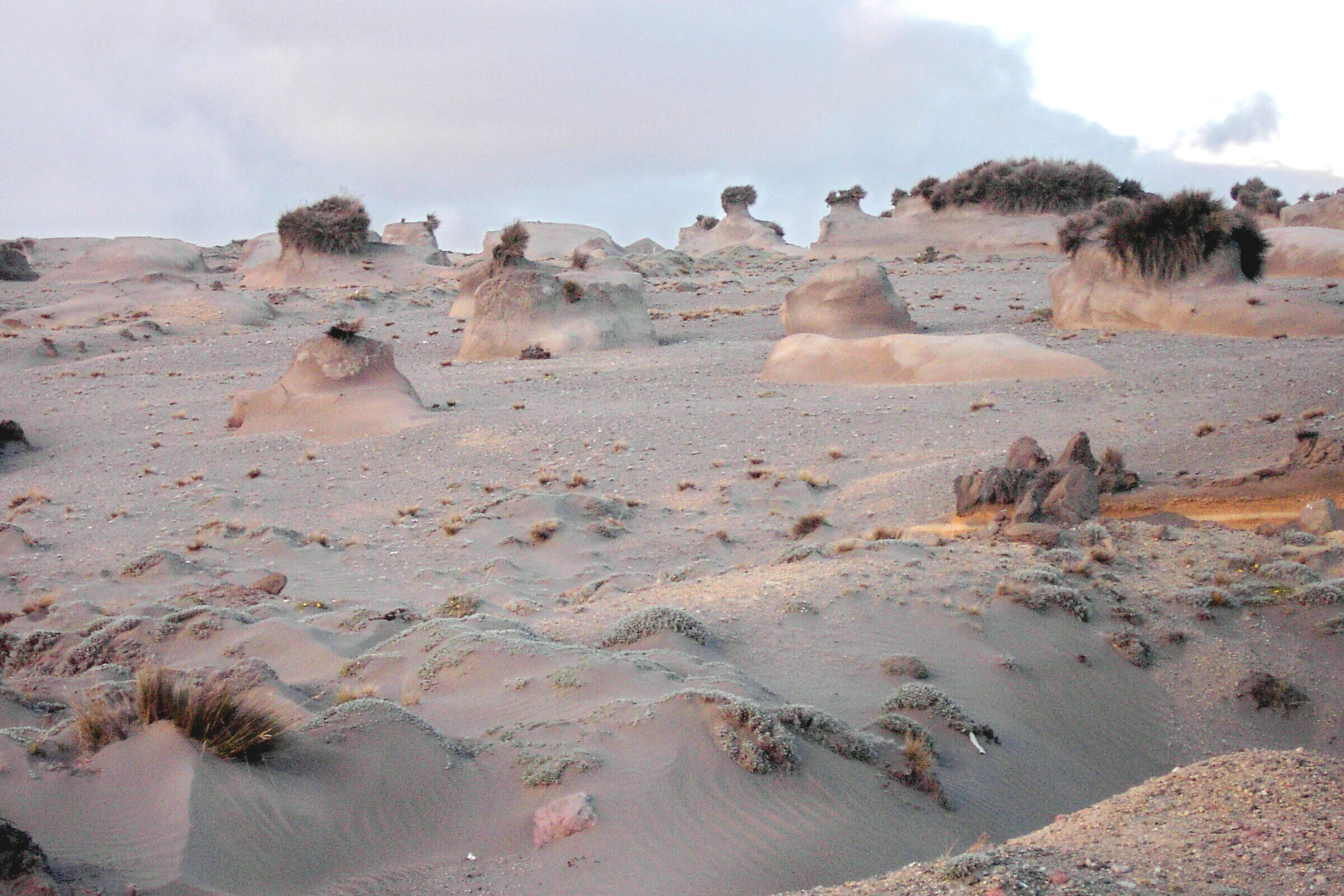
Hiện tượng xói mòn do gió ở chân núi Chimborazo, Ecuador

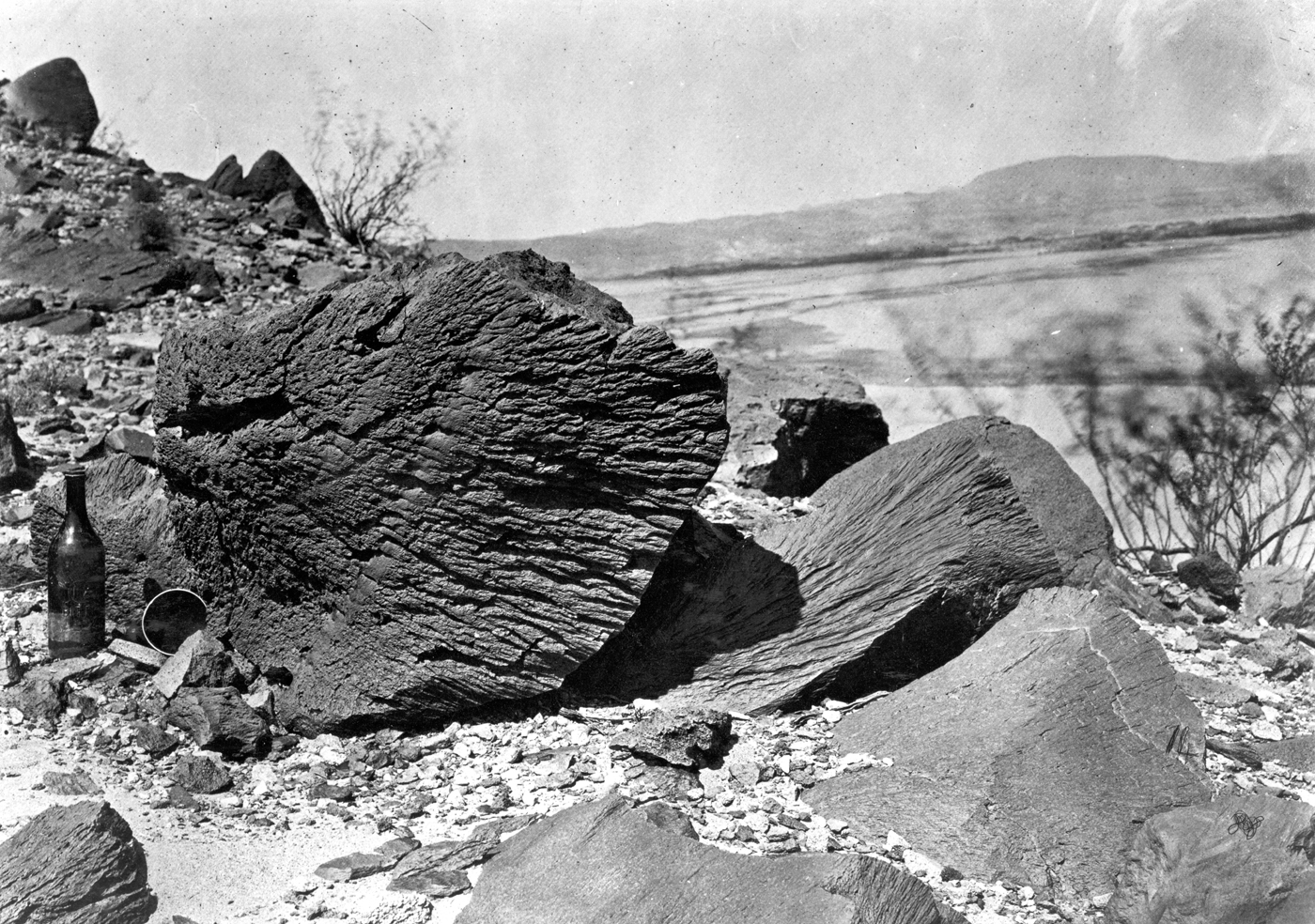
Tảng đá bị gọt đẽo bởi cát do gió thổi ở Arizona

Quá trình trầm tích gió (eolian hay æolian) có liên quan đến hoạt động của gió trong nghiên cứu địa lý và thời tiết, và cụ thể là khả năng của gió để tạo hình bề mặt của Trái Đất (hay các hành tinh khác). Những cơn gió có thể làm xói mòn, di chuyển, và làm lắng đọng vật chất, và là các tác nhân hiệu quả ở những vùng mà có thảm thực vật thưa thớt, thiếu độ ẩm của đất và một lượng lớn trầm tích không ổn định. Dù rằng nước gây xói mòn mạnh hơn gió, các quá trình trầm tích gió lại khá quan trọng ở các môi trường khô cằn chẳng hạn như các hoang mạc.

## Xói mòn bởi gió

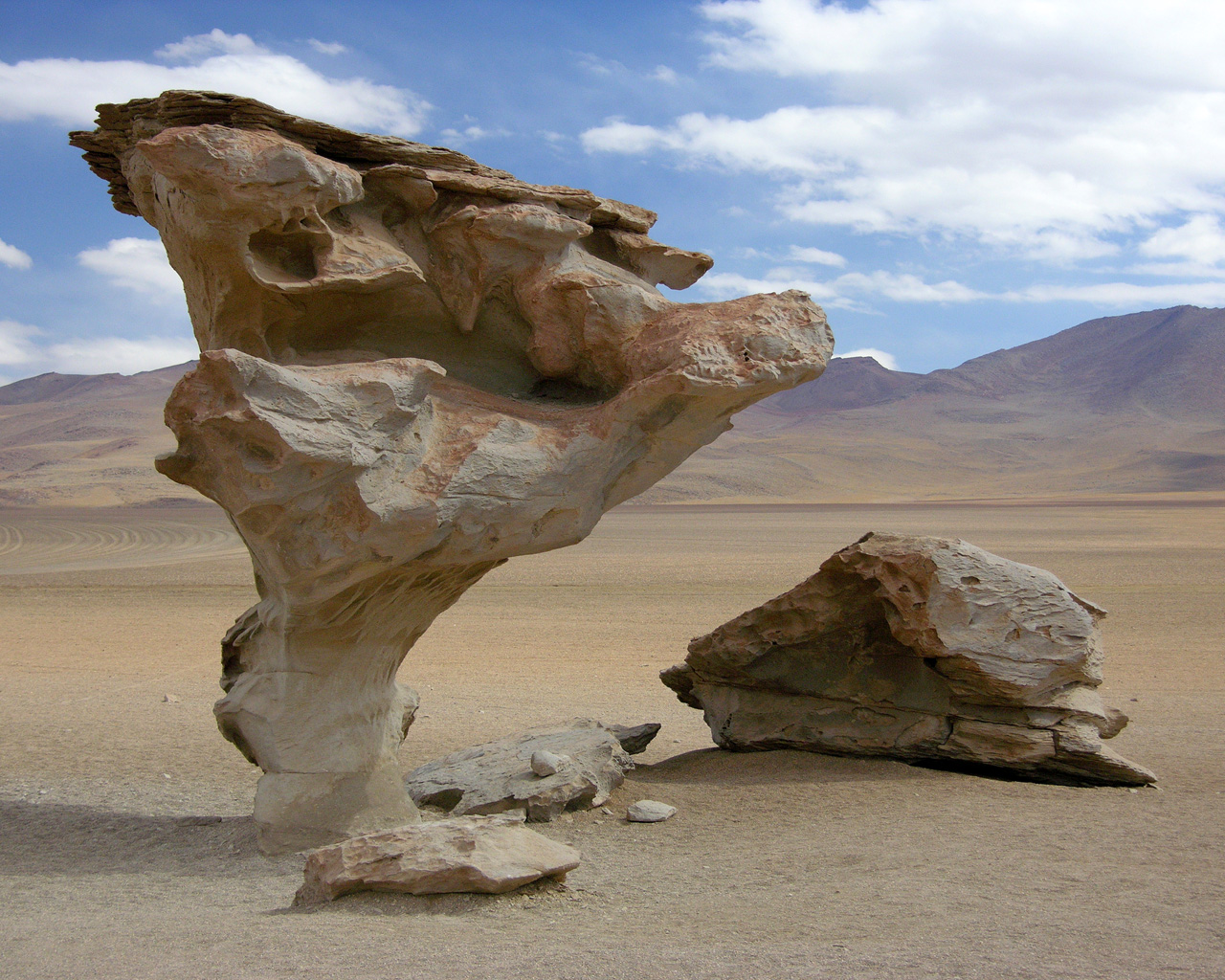
Một tảng đá được điêu khắc bởi sự xói mòn do gió ở cao nguyên Altiplano, Bolivia

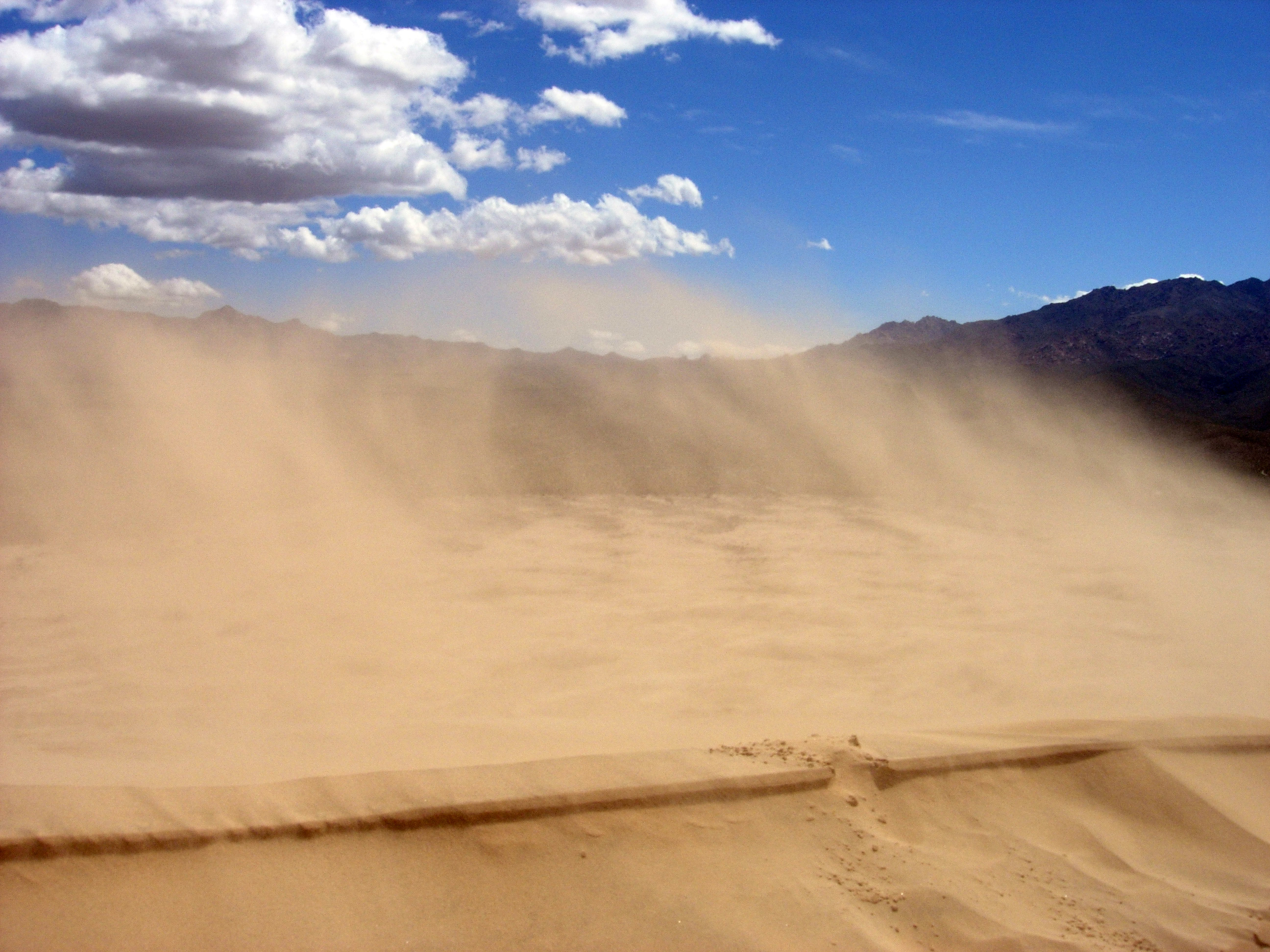
Cát bị thổi lên khỏi một chỏm ở những cồn cát Kelso, Hoang mạc Mojave, California

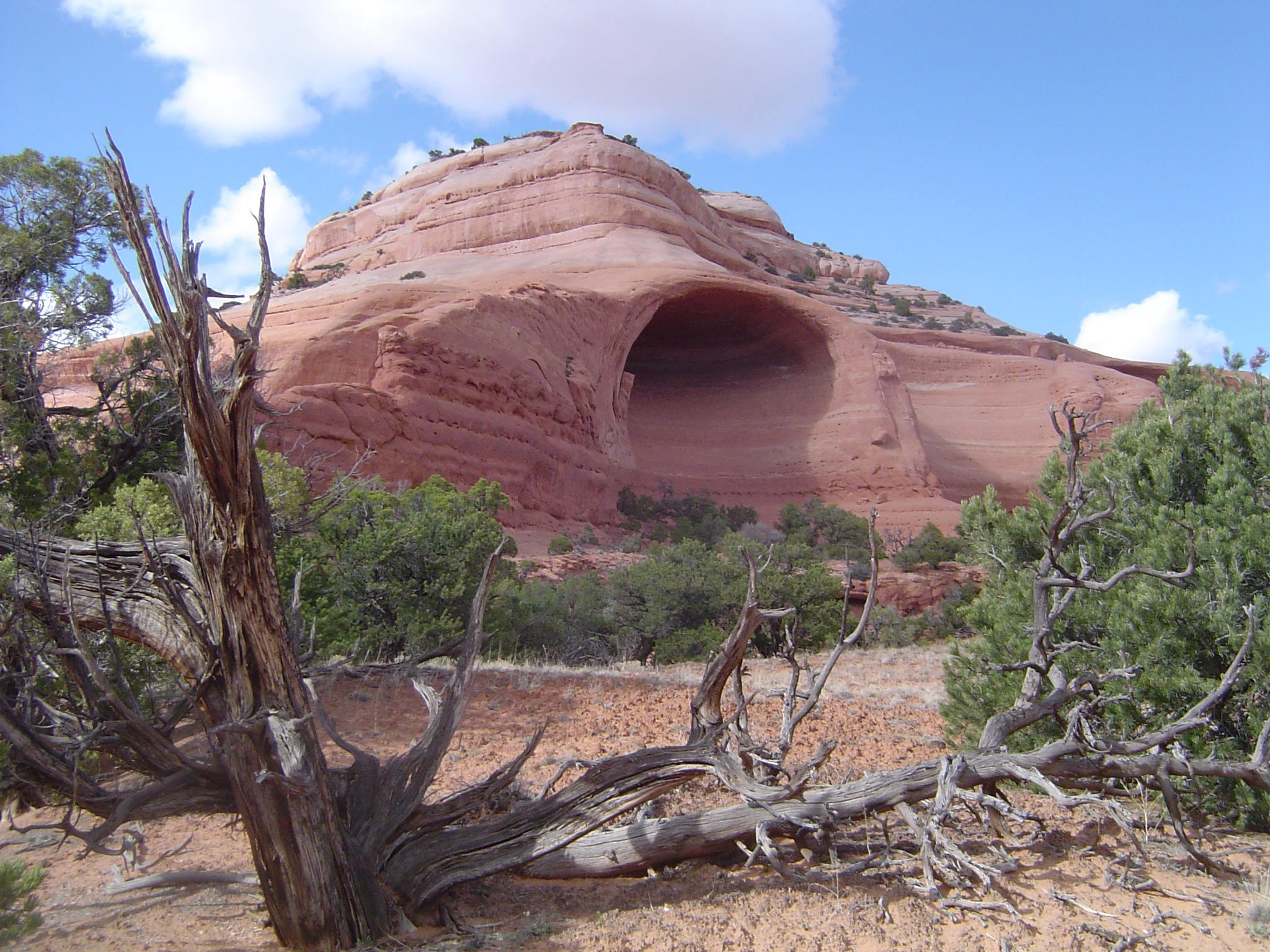
Hốc do gió đẽo vào ở Navajo Sandstone, gần Moab, Utah

Gió làm xói mòn bề mặt Trái Đất bằng các thổi mòn (làm mất đi các cấu tử mịn và lỏng lẻo bởi hoạt động nhiễu loạn của gió) và bởi sự mài mòn (làm mòn đi bề mặt và ảnh hưởng bởi sự phun cát do các hạt cát được gió đưa đi).
Những vùng mà chịu ảnh hưởng bởi sự xói mòn dữ dội và kéo dài được gọi là vùng bị thổi mòn. Hầu hết các vùng bị thổi mòn bởi gió đều gồm có các vùng lát đá hoang mạc, đó là một bề mặt phẳng có các mảnh đá còn lại sau khi gió và nước đã làm mất đi các hạt cát mịn. Gần một nửa bề mặt các hoang mạc trên Trái Đất là các vùng thổi mòn đầy đá. Lớp đá này bảo vệ cho các vật chất nằm bên dưới khỏi bị thổi mòn.
Lớp phủ bóng tối màu, óng ánh thường được tìm thấy trên bề mặt của một vài tảng đá mà có bề mặt tiếp xúc với tự nhiên trong một khoảng thời gian dài. Các khoáng chất như Mangan, oxít sắt, hiđrôxít, và khoáng vật sét hình thành hầu hết các lớp phủ bóng và tạo nên sự óng ánh.
Lòng chảo thổi mòn (còn gọi là blowout) là các vùng trũng tạo nên bởi sự mất đi các hạt mịn bởi gió. Các lòng chảo này thường là nhỏ, nhưng đường kính đôi khi có thể lên đến vài km.
Những hạt cát được gió thổi sẽ bào mòn địa hình. Sự mài mòn bởi cát mang đi trong gió tạo nên các đường mòn và chỗ lõm. Đá bị gió cát bào mòn là những tảng đá mà bị cắt và đôi khi được đánh bóng bởi hoạt động bào mòn của gió.
Những địa hình được điêu khắc, còn được gọi là yardang, có thể cao đến 10 m và dài hàng km và là những dạng mà được tạo thành theo kiểu khí động học bởi những con gió hoang mạc. Ví dụ như tượng nhân sư Great Sphinx ở Giza.

## Di chuyển

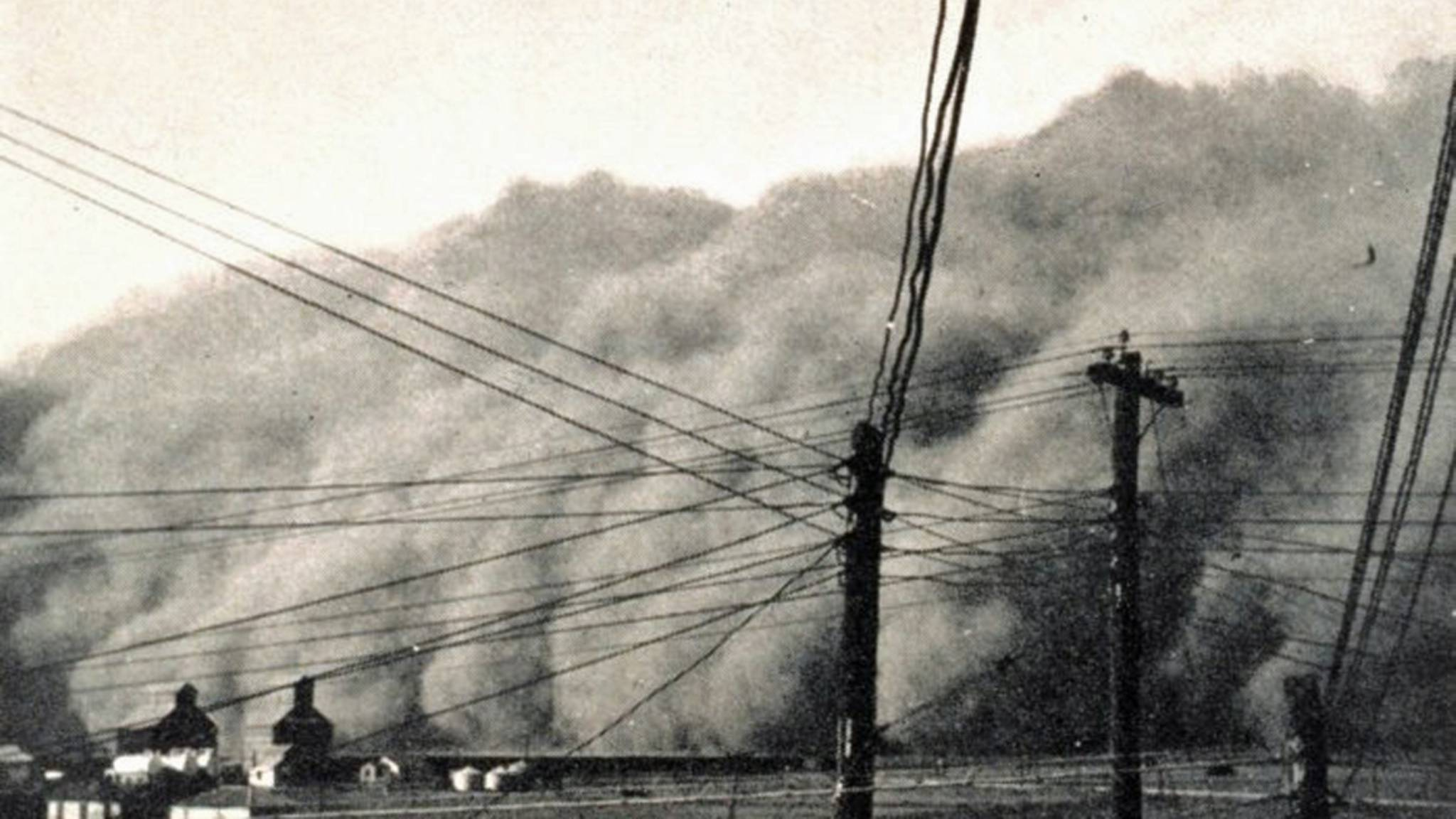
Bão bụi tiến đến Spearman, Texas ngày 14/04/1935

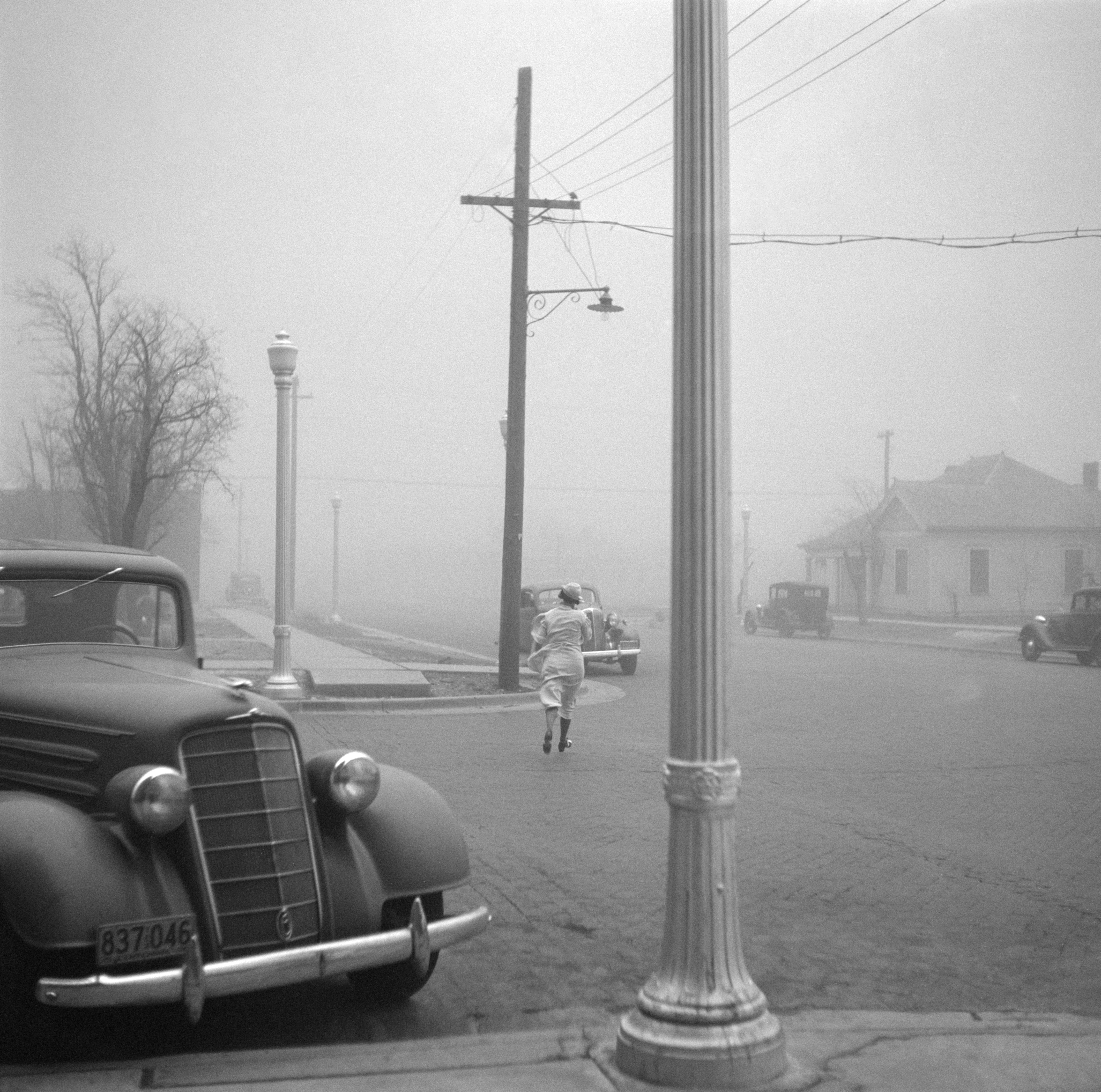
Bão bụi ở Amarillo, Texas năm 1936

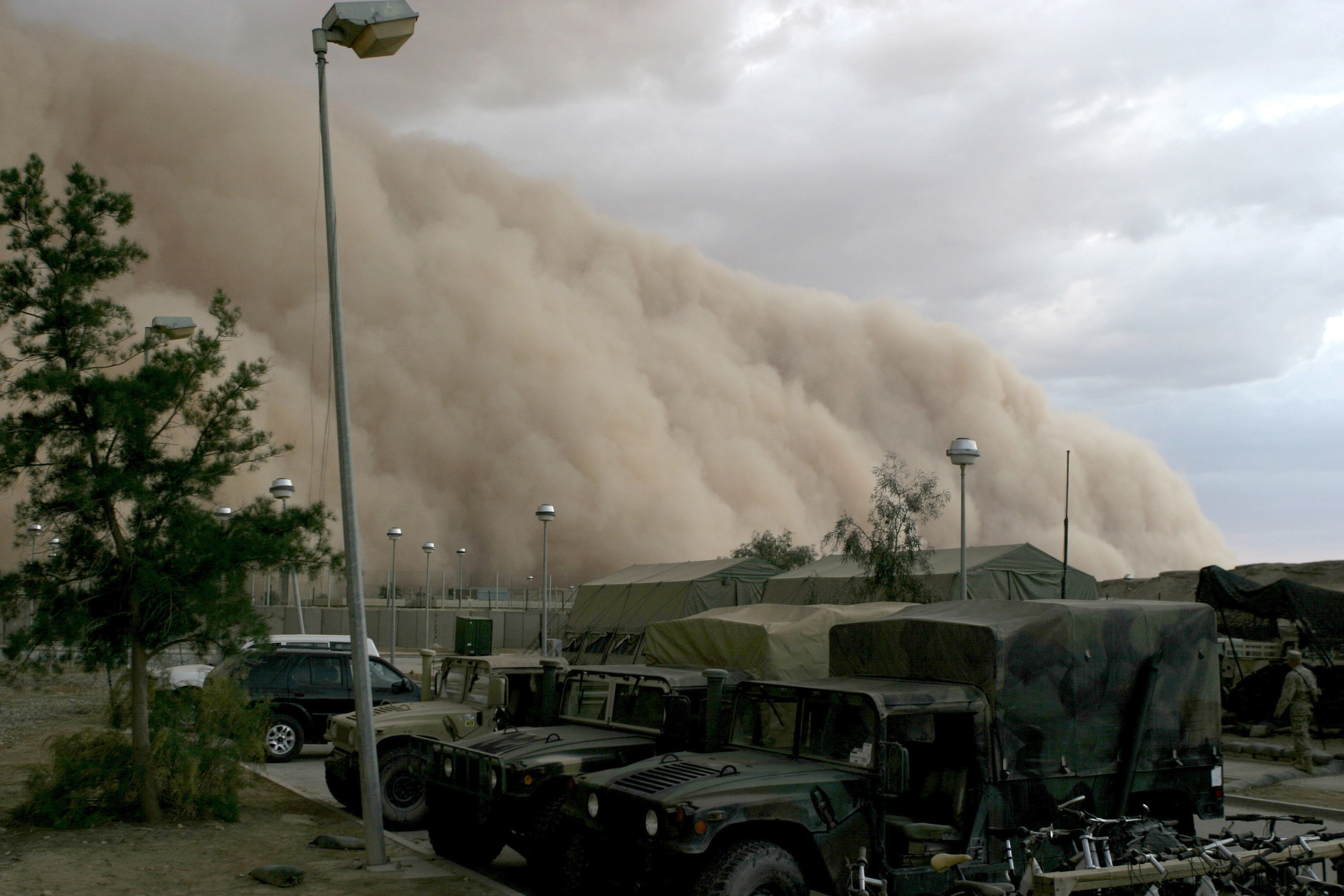
Đám mây bão cát khổng lồ chuẩn bị bao phủ một doanh trại quân đội khi nó cuốn qua Al Asad, Iraq, chỉ trước khi đêm xuống vào ngày 27/04/2005

Những hạt cát được đưa đi bởi gió bằng cách trôi lơ lửng, nhảy vọt (nhảy theo quãng hay nảy lên) hoặc trườn (lăn hay trượt) trên mặt đất.
Những hạt nhỏ có thể được giữ lơ lửng trong khí quyển. Các dòng khí hướng lên trên giúp nâng đỡ trọng lượng của các hạt cát lơ lửng và giữ chúng một các bất định trên không. Những cơn gió điển hình gần bề mặt Trái Đất giữ các hạt có đường kính bé hơn 0.2 mm và đưa chúng lên cao như bụi hoặc mây mù.
Sự nhảy vọt là chuyển động xuôi chiều gió của các hạt cát, liên tục theo kiểu nhảy hoặc nảy. Sự nhảy vọt bình thường sẽ nâng những hạt nào mà kích cỡ không quá một cm lên khỏi mặt đất, và đưa đi với tốc độ bằng ½ hay 1/3 của gió. Những hạt nhảy lên này có thể va chạm vào các hạt khác và tiếp tục quá trình. Hạt cũng có thể va chạm các hạt mà quá nặng nên không thể nảy lên được, những sẽ lăn từ từ tới trước khi bị đẩy bởi các hạt nảy. Các hạt lăn trên bề mặt hỗ trợ đến khoảng 25% chuyển động hạt trong hoang mạc.
Các dòng chuyển động hỗn loạn của gió thì được biết đến nhiều hơn với tên là bão bụi (dust storm). Không khí bên trên các hoang mạc được làm mát đáng kể khi có mưa. Khối khí lạnh và nặng hơn này hạ thấp xuống bề mặt hoang mạc. Khi chạm đất, nó bị làm chệch hướng về phía trước và quét tung mọi thứ trên hoang mạc lên, tạo thành sự hỗn loạn và hình thành bão bụi.
Mùa màng, con người, làng mạc và có khi kể cả khí hậu đều bị ảnh hưởng bởi những cơn bão bụi. Vài cơn bão này có thể là liên lục địa, bao quanh địa cầu, và đôi khi bao phủ cả hành tinh. Khi tàu Mariner 9 tiến vào quỹ đạo của mình quanh sao Hỏa vào năm 1971, một cơn bão bụi kéo dài một tháng đã bao phủ cả hành tinh, do đó làm trì hoãn nhiệm vụ chụp ảnh bản đồ bề mặt hành tình này.
Hầu hết lượng bụi được đưa đi bởi những cơn bão bụi đểu ở kích cỡ hạt bùn. Sự lắng đọng của loại đất bùn này được gọi là đất hoàng thổ (loess). Trầm tích hoàng thổ dày nhất được biết là trên Cao nguyên Hoàng Thổ ở Trung Quốc, với độ dày 335 m. Loại bụi đặc trưng Châu Á này được thổi đi hàng ngàn dặm, tạo thành các lớp đất sâu ở những nơi xa xôi như Hawaii chẳng hạn. Ở Châu Âu và Châu Mỹ, các lớp đất hoàng thổ tích tụ thường dày từ 20 m đến 30 m.
Sự di chuyển bởi gió từ các hoang mạc đóng một vai trò quan trọng trong hệ sinh thái toàn cầu. Ví dụ như các chất khoáng được chuyển từ sa mạc Sahara đến rừng mưa Amazon. Bụi ở Sahara cũng hình thành đất sét đỏ ở phía Nam châu Âu. Các quá trình trầm tích gió bị ảnh hưởng bởi hoạt động của con người, chẳng hạn như việc sử dụng xe 2 cầu trên các hoang mạc.
Những cơn lốc xoáy nhỏ, hay còn được gọi là lốc cát, thường thấy ở những vùng đất khô cằn và được cho là có liên quan đến sức nóng dữ dội tại khu vực, mà kết quả là sự bất ổn của khối khí. Lốc cát có thể cao đến một km.

## Lắng tụ
Các vật chất lắng tụ bởi gió có những manh mối về cường độ và hướng gió ở quá khứ cũng như hiện tại. Những điểm nổi bật này giúp chúng ta hiểu được khí hậu hiện tại và những gì tạo nên nó. Những khối cát lắng tụ bởi gió xuất hiện dưới dạng bãi cát, cát gợn sóng và cồn cát.
Những bãi cát thường phẳng, uốn lượn nhẹ ở bề mặt vì các hạt cát quá lớn nên không thể nhảy được. Chúng hình thành khoảng 40% các bề mặt lắng tụ bởi gió. Bãi cát Selima, chiếm khoảng 60000 km vuông ở phía Nam Ai Cập và phía Bắc Sudan, là một trong những bãi cát lớn nhất thế giới. Bãi cát này phẳng lặng tuyệt đối ở một số nơi, còn ở những nơi khác, các cồn cát di chuyển liên tục.
Gió thổi trên cát sẽ làm gợn sóng phần bề mặt, tạo thành các đường lồi và lõm với trục vuông góc với hướng gió. Độ dài trung bình giữa các bước nhảy của hạt cát tương ứng với bước sóng, hay khoảng cách giữa hai chỏm liền kề của các sóng. Trong các gợn sóng, các hạt thô nhất tập trung tại chỏm gây ra sự phân loại ngược. Điều này khác biệt với gợn sóng từ cồn cát, khi mà các hạt thô nhất thường ở trong phần lõm của sóng. Đây cũng là điểm nổi bật khác biệt giữa các sóng tạo ra bởi nước và gió.
Cát do gió thổi di chuyển nhẹ lên trên cồn cát theo hướng gió thổi bằng cách nảy hay trườn. Cát tích tụ tại phần bờ, đỉnh của cồn cát bên trên phần mặt dưới của cồn. Khi lượng cát tại bờ vượt quá góc nghỉ, một ít cát sẽ trượt xuống mặt dưới cồn cát. Từng hạt một, cồn cát di chuyển xuôi chiều gió.
Trầm tích mà tích tụ lại bị gió thổi đến các gò, lằn gợn, hay cồn cát mà có dốc thấp ở bên phía đón gió. Phần xuôi chiều gió của cồn cát, phần khuất gió, thường là dạng dốc nằm nghiêng như tuyết lở, tương tự mặt dưới cồn cát. Cồn cát có thể có nhiều hơn một mặt bên dưới. Độ cao tối thiểu của mặt bên dưới là khoảng 30 cm.